# Churchill (přítok Hudsonova zálivu)
Churchill (anglicky Churchill River) je řeka v provinciích Manitoba a Saskatchewan v Kanadě. Je 1600 km dlouhá. Povodí má rozlohu 282 000 km².

## Průběh toku
Řeka odtéká z jezera Churchill v Saskatchewanu. Říční koryto představuje řadu jezer, které jsou oddělené peřejemi. V jejím povodí se nachází mnoho velkých jezer (Sobí, Severní indiánské, Jižní indiánské, La Ronge, aj.), která dobře regulují průtok. Ústí do Hudsonova zálivu.

### Přítoky
- Beaver

## Vodní stav
Zdrojem vody jsou sněhové a dešťové srážky. Nejvyššího vodního stavu dosahuje na přelomu jara a léta. Průměrný roční průtok vody činí 1200 m³/s. Je zamrznutá každý rok přibližně 8 měsíců.

## Využití
Na řece byla vybudována vodní elektrárna Island Falls. V ústí se nachází přístav Churchill.

## Fauna
Na dolním toku se vyskytují běluhy severní.